# Dima (Bizkaia)
Dima ist eine Gemeinde (municipio) in der Provinz Bizkaia im spanischen Baskenland mit 1.505 Einwohnern (Stand: 2024). Zur Gemeinde gehören die Ortschaften Arostegieta, Artaun, Baltzola, Bargondia, Bikarregi, Indusi, Intxaurbizkar, Lamindao, Oba, Olazabal und Ugarana. 

## Geografie
Dima liegt etwa 22 Kilometer südöstlich von Bilbao in einer Höhe von durchschnittlich ca. 125 m.

## Geschichte
| 1900 | 1970 | 1981 | 1991 | 2001 | 2011 | 2021 |
| ---- | ---- | ---- | ---- | ---- | ---- | ---- |
| 2280 | 1477 | 1093 | 1038 | 1049 | 1356 | 1472 |

## Sehenswürdigkeiten

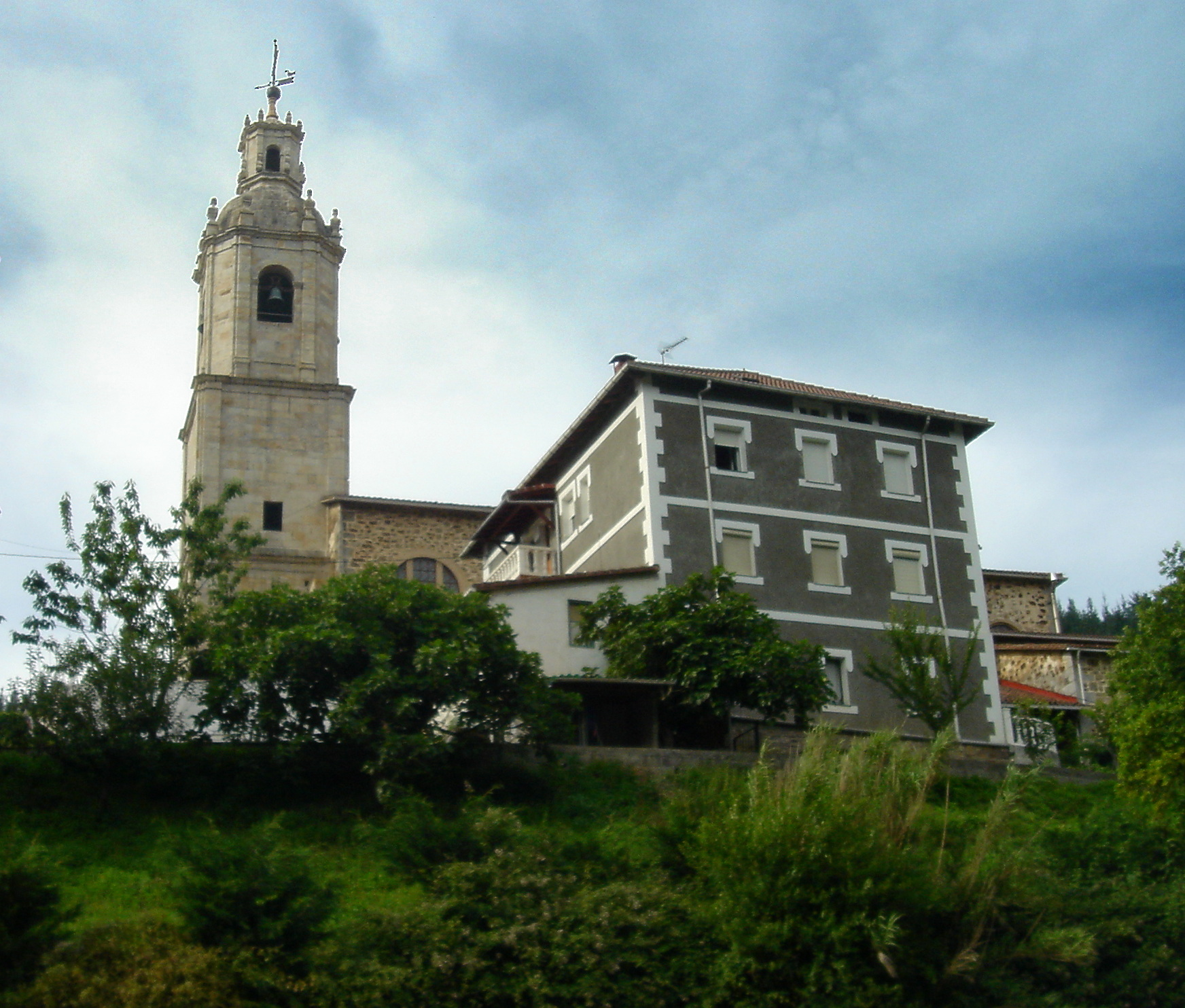
Peterskirche
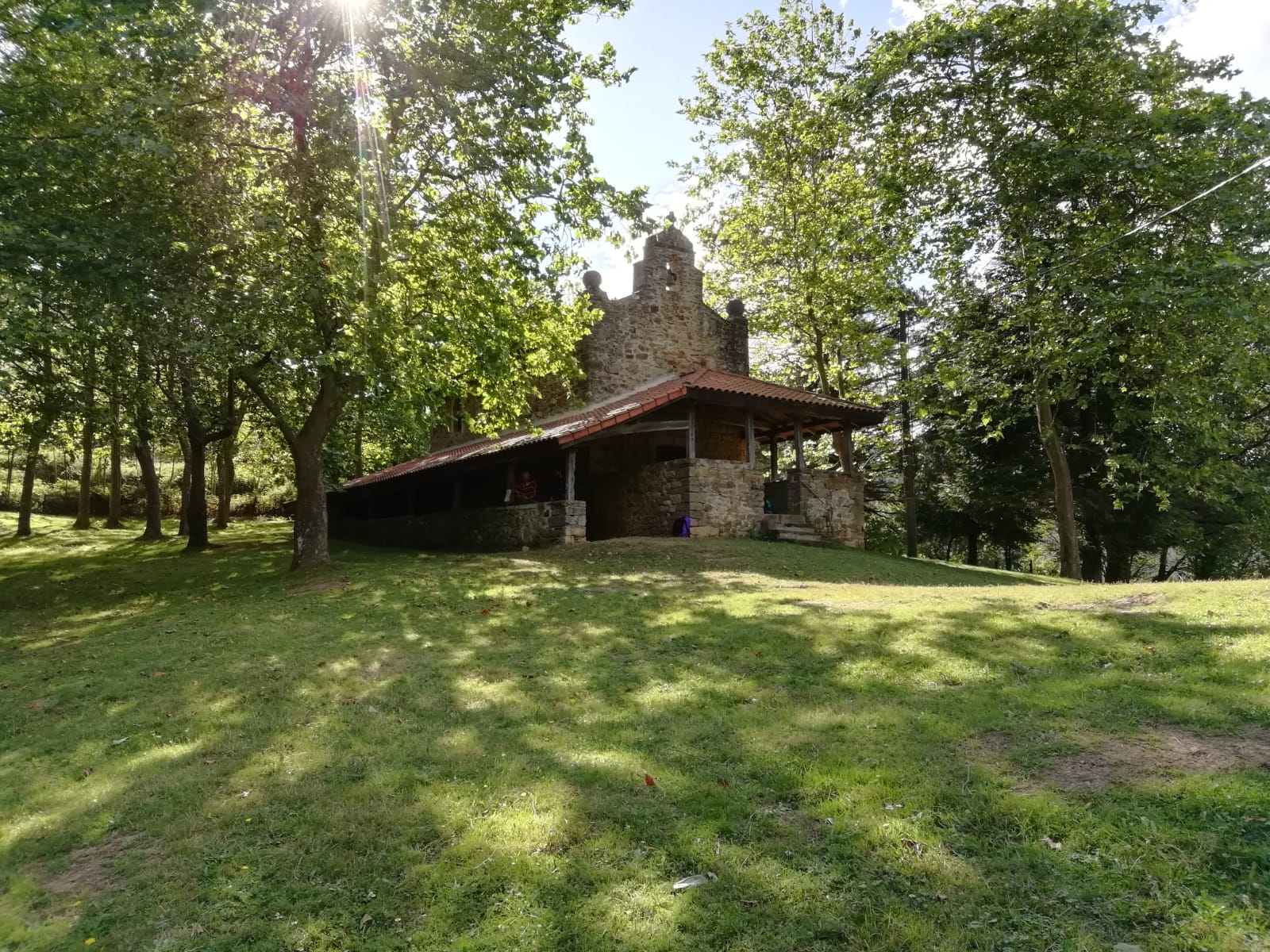
Laurentiuskapelle
- Rathaus

- Peterskirche
- Laurentiuskapelle

## Söhne und Töchter der Stadt
- Juan Antonio de Iza Zamácola (1756–1826), Musikkritiker